# Био, Эдуард-Констан
Эдуард-Констан Био́ (фр. Édouard Constant Biot ; 2 июля 1803, Париж — 12 марта 1850, там же) — французский синолог, инженер, переводчик.

## Биография
Сын учёного Жана-Батиста Био. Слушал лекции в Лицее Людовика Великого, в 1824 году поступил в Парижскую Политехническую школу. В 1825—1826 годах сопровождал отца в качестве ассистента в научных экспедициях в Италию, Иллирию и Испанию.
Затем Э.-К. Био посвятил себя изучению железнодорожного дела. В 1827 году, после ознакомительной поездки в Англию, он совместно с Марком Сегеном взялся за строительство французской железной дороги между Лионом и Сент-Этьеном, первой железной дороги во Франции. Работал инженером в течение почти семи лет, используя расчёты своего отца по выравниванию линий.
Однако болезнь заставила его отказаться от окончания строительства, и он с особым рвением стал изучать китайский язык и литературу. Слушал лекции востоковеда Станисласа Эньяна Жюльена в Коллеж де Франс.
Автор обширной серии работ, посвящённых астрономии, математике, географии, истории, социальной жизни и управлению Китаем.
В 1847 году был избран членом Академии надписей и изящной словесности. Член Азиатских обществ Парижа и Лондона. Результаты своих синологических исследований изложил в целом ряде статей для «Journal des Savants» и «Journal asiatique» и в целом ряде больших самостоятельных сочинений, таких как: «Dictionnaire des villes et arrondissements de l’empire Chinois» (Париж, 1842); «Essai sur l’histoire de l’instruction publique en Chine» (2 т., Париж, 1845—46) и «Chine et Indo-Chine» (Париж, 1846).
Из его переводов с китайского заслуживает внимания обработка географии Китайской империи: «Tcheou-Li» (Париж, 1851, 2 т.). Кроме того, он перевёл и много других китайских сочинений на французский язык.
Женился в 1843 году, но через три года она скончалась. Не в силах перенести горе, он заболел и умер в Париже в 1850 году.